# Giuseppe Mammarella
Giuseppe Mammarella (Firenze, 1929) è uno storico italiano.

## Biografia
Nato a Firenze nel 1929, libero docente di storia contemporanea presso l'Università di Firenze, ha insegnato alla Stanford University di California e ha diretto, dal 1960 al 1993, il Centro studi della Stanford nel capoluogo toscano. Fa parte del comitato scientifico della Fondazione dell'Università internazionale dell'Arte di Firenze.
Ha pubblicato numerosi volumi di storia italiana, europea e degli Stati Uniti d'America.

## Opere
- Riformisti e rivoluzionari nel Partito socialista italiano : 1900-1912, Padova, Marsilio, 1968.
- L'Italia dopo il fascismo : 1943-1968, Bologna, Il Mulino, 1970.
- Europa-Stati Uniti : un'alleanza difficile, 1945-1973, Firenze, Vallecchi, 1973.
- Il partito comunista italiano : 1945-1975 : dalla liberazione al compromesso storico. Firenze, Vallecchi, 1976.
- La Germania da Adenauer a oggi, Roma-Bari, Laterza, 1979.
- Storia d'Europa dal 1945 a oggi, Roma-Bari, Laterza, 1980.
- L'America da Roosevelt a Reagan : storia degli Stati Uniti dal 1939 a oggi, Roma-Bari, Laterza, 1984.
- La storia dei nostri anni : fatti, idee, problemi dal 1939 ad oggi, Messina, G. D'Anna, 1987.
- Dall'Illuminismo alla società postindustriale: storia e interpretazioni, Firenze, Editore Bulgarini, 1988.
- L'America di Reagan, Roma-Bari, Laterza, 1988. ISBN 88-420-2999-8.
- Da Yalta alla perestrojka, Roma-Bari, Laterza, 1990. ISBN 88-420-3590-4.
- La prima Repubblica dalla fondazione al declino, Roma-Bari, Laterza, 1992. ISBN 88-420-3977-2.
- Storia degli Stati Uniti dal 1945 a oggi, Roma-Bari, Laterza, 1992, ISBN 88-420-4059-2.
- Imparare l'Europa, Bologna, Il Mulino, 1994, ISBN 88-15-04635-6.
- Storia contemporanea, Firenze, Bulgarini, 1995. ISBN 88-234-1240-4.
- Il declino : le origini storiche della crisi italiana, con Zeffiro Ciuffoletti, Milano, A. Mondadori, 1996. ISBN 88-04-40427-2.
- Storia e politica dell'Unione europea, 1926-1997, con Paolo Cacace, Roma-Bari, Laterza, 1998. ISBN 88-420-5436-4.
- Destini incrociati : Europa e Stati Uniti nel XX secolo, Roma-Bari, Laterza, 2000. ISBN 88-420-6198-0.
- Liberal e conservatori : l'America da Nixon a Bush, Roma-Bari, Laterza, 2004. ISBN 88-420-7364-4.
- L'eccezione americana : la politica estera statunitense dall'indipendenza alla guerra in Iraq, Roma, Carocci, 2005. ISBN 88-430-3548-7.
- Europa e Stati Uniti dopo la guerra fredda, Bologna, Il Mulino, 2010. ISBN 978-88-15-13765-4.
- L'Italia di oggi. Storia e cronaca di un ventennio 1992-2012, Bologna, Il Mulino, 2012. ISBN 978-88-15-23939-6.
- America First. Da George Washington a Donald Trump, Bologna, Il Mulino, 2018. ISBN 978-88-15-27961-3